# 四日市町
四日市町（よっかいちまち）は、大分県宇佐郡にあった町。

## 沿革
- 江戸期 - 四日市村、城村、東今井村、西今井村、吉松村、石田村、葛原村が成立。
- 1884年から1889年の間 - 城村、東今井村、西今井村が合併して城井村となる。
- 1889年4月1日 - 町村制施行に伴い、四日市村、城井村、吉松村、石田村、葛原村が合併して宇佐郡四日市村が成立。同時に以下の村が発足。
  - 天津村 ← 上敷田村、中敷田村、下敷田村、南敷田村、上庄村、下庄村、富山村
  - 長峰村 ← 大根川村、佐野村、木部村、清水村、今仁村、赤尾村
  - 八幡村 ← 上乙女村、下乙女村、乙女新田、尾永井村、森山村、荒木村
  - 横山村 ← 上元重村、下元重村、木内村、今成村、中村、山袋村、黒村、山下村、末村
  - 麻生村 ← 麻生村、山口村、灘村、岳ノ首村
  - 糸口村 ← 上時枝村、下時枝村、上高村、下高村、猿渡村
  - 高家村 ← 上高家村、下高家村、東高家村、西高家村、浜高家新田
- 1891年11月2日 - 四日市村が町制施行して四日市町となる。
  - 県内では同郡長洲町に次いで二番目の単独町制施行であった。
- 1954年3月31日 - 天津村、長峰村、八幡村、横山村、麻生村、糸口村、高家村と合併して四日市町を新設。
- 1967年4月1日 - 宇佐町、長洲町、駅川町と合併して宇佐市となる。

## 交通

### 鉄道
- 日本国有鉄道
  - 日豊本線
    - 天津駅（下敷田、旧天津村域） - 豊前善光寺駅（東高家、旧高家村域）

中心部への最寄駅である後者豊前善光寺駅は1897年9月25日の開業時、当町と同じ「四日市駅」を名乗っていた。1919年4月に6月1日より「高家郷駅（たけのごう）」へ改称する告示が出されたが[1]、同年5月に取り消され[2]、同年9月1日に現駅名となる[3]。
- 大分交通
  - 豊州線
    - 城駅 - 豊前四日市駅

※1953年9月30日全線廃止。

## 出身著名人
- 清瀬善三（醸造家・貴族院多額納税者議員）
- 清瀬保二（作曲家、善三の二男）